# 가시발새우속
가시발새우속은 가시발새우과의 하위 분류이다.

## 하위 종
- 가시발새우